# Scutellinia minor
Scutellinia minor är en svampart som först beskrevs av Josef Velenovský, och fick sitt nu gällande namn av Svrcek 1971. Scutellinia minor ingår i släktet Scutellinia och familjen Pyronemataceae.   Inga underarter finns listade i Catalogue of Life.